# Tyrus (wrestler)
George Murdoch, meglio conosciuto con i ring name di Tyrus o Brodus Clay (Pasadena, 21 febbraio 1973), è un ex wrestler statunitense.
Prima di intraprendere la carriera da wrestler, ha lavorato come guardia del corpo del rapper Snoop Dogg.

## Carriera

### Deep South Wrestling (2005–2007)
Poco dopo essere diventato un wrestler, Murdoch viene subito messo sotto contratto di sviluppo e mandato alla Deep South Wrestling (DSW). Fa il suo debutto con il nome di G-Rilla nel tag team heel degli Urban Assault, con Eddie Perez e Sonny Siaki. Dopo poche settimane combatte due dark match contro Scotty 2 Hotty a SmackDown! vincendo il primo ma perdendo il secondo. A fine gennaio 2007 forma un tag team con Freakin' Deacon e diventa face. Oltre che in tag team, G-Rilla si distingue molto bene anche in singolo battendo anche Mike Knox diverse volte.

### Florida Championship Wrestling (2007–2011)
Dopo la chiusura della DSW viene trasferito alla Florida Championship Wrestling insieme a tanti wrestler della DSW fra i quali gli Urban Assault, che però si sciolgono quando Siaki viene licenziato. Lo stesso giorno, tuttavia, G-Rilla vince una battle royal eliminando per ultimo Teddy Hart e diventa number one contender al FCW Southern Heavyweight Championship detenuto da Harry Smith. Il 25 settembre 2007 G-Rilla non riesce a vincere il titolo per interferenza di Teddy Hart e il match si chiude per squalifica. Il 13 ottobre 2007 viene sconfitto in un 8-man tag team match insieme a Jack Swagger, Afa jr. e Shawn Osborne dalla New Generation Hart Foundation (Harry Smith, Tyson Kidd, Ted DiBiase jr. e Billy Kidman). Il 10 novembre, in coppia con Heath Slater, subisce un'altra sconfitta per mano di Ezekiel Jackson e Chet Douglas. Il 4 dicembre viene sconfitto per count-out da Sheamus. La settimana successiva viene sconfitto in coppia con Robert Anthony in un tag team match contro Heath Slater e Shawn Osborne. Il 12 gennaio 2008 partecipa ad una battle royal che decretava il primo sfidante al FCW Southern Heavyweight Championship, ma viene eliminato per ultimo da The 7 Ft Titan.
Il 4 marzo 2010 ritorna alleandosi con gli Usos, Donny Marlow e Tamina. Fa il suo debutto sul ring il 18 marzo 2010, sbarazzandosi facilmente di Rudy Parker. Inizia poi un feud con Jacob Novak, che viene vinto da Clay. Subisce la sua prima sconfitta da quando è ritornato in FCW per mano di Orlando Colon il 13 maggio. 
Verso fine giugno, Clay forma un tag team con Donny Marlow chiamato The Colossal Connection. I due a luglio provano a conquistare gli FCW Florida Tag Team Championship ma vengono sconfitti dai campioni Hunico & Epico. Il 6 agosto, insieme a Marlow, ha l'opportunità di conquistare ancora i titoli di coppia FCW, ma i campioni Hunico ed Epico sconfiggono in un 4-Way tag team match proprio Marlow & Clay, Trent Baretta & Caylen Croft e gli Usos. Il 12 agosto partecipa alla battle royal Monsters of FCW ma viene eliminato. Durante la stessa sera prova a conquistare i titoli di coppia FCW insieme a Marlow ma, ancora una volta, viene sconfitto da Johnny Curtis e Derrick Bateman. Dopo aver perso per la terza volta l'opportunità di conquistare i titoli di coppia FCW, rompe la partnership con Marlow e i due si affrontano in un triple treath match che includeva anche Bo Rotundo, dove è proprio quest'ultimo a vincere. Combatte in FCW fino all'agosto 2011, battendo James Bronson nel suo ultimo match.

### World Wrestling Entertainment (2011–2014)
Durante la puntata finale della terza stagione di NXT, viene annunciato che G-Rilla, sotto il nome di Brodus Clay, parteciperà alla quarta stagione del programma con Ted DiBiase jr. e Maryse come mentori. Fa il suo debutto sul ring in coppia con DiBiase battendo Chris Masters e Byron Saxton in un tag team match. Tuttavia, due settimane dopo, perde in un 6-person mixed tag team match dove lui, DiBiase e Maryse perdono contro Saxton, Masters e Natalya. La settimana successiva Brodus Clay fa perdere per squalifica il suo pro Ted DiBiase jr. per aver attaccato l'avversario di quest'ultimo, Byron Saxton. A fine puntata, Clay attacca tutti gli altri esordienti, in particolare Saxton sul quale esegue un magistrale suplex.
Nella puntata successiva svoltasi il 25 gennaio, Clay partecipa ad un fatal-four-way match che vede coinvolti anche Johnny Curtis, Derrick Bateman e Byron Saxton. Il vincitore di tale incontro avrebbe avuto la possibilità di rimpiazzare il proprio mentore. Il match viene vinto, grazie ad uno schienamento ai danni di Curtis, proprio da Brodus, il quale decide di avvalersi dell'opportunità offertagli dalla stipulazione dell'incontro: annuncia così il suo nuovo mentore Alberto Del Rio. Nella puntata di NXT del 1º febbraio, Clay sconfigge il suo ex mentore Ted DiBiase.
Il 1º marzo 2011 batte Johnny Curtis in un match ma nonostante ciò a vincere NXT Season 4 è proprio Johnny Curtis. Alla fine della puntata Brodus Clay stringe la mano a Johnny Curtis compiendo un brevissimo turn face, per poi turnare heel immediatamente dopo prendendo a male parole gli spettatori dell'arena.
Nonostante la sconfitta ad NXT, Clay si ripresenta a Raw il 7 marzo come allievo di Alberto Del Rio. Quest'ultimo dice che, per quella sera, non vuole disputare il suo match contro Christian e svela che l'avversario di Capitain Charisma sarà Brodus Clay. Quest'ultimo viene sconfitto dopo una buona prestazione. A SmackDown!, la stessa settimana, Brodus Clay viene sconfitto nel main event, un tag team match in coppia con Alberto Del Rio, dall'ex tag team della WWF, Edge e Christian.
A Wrestlemania XXVII, Clay assiste Alberto Del Rio all'angolo durante il match contro Edge dove però Del Rio viene sconfitto. Nella puntata di SmackDown! del 15 aprile, partecipa alla battle royal per decretare lo sfidante di Alberto Del Rio a WWE Extreme Rules nel match valido per il World Heavyweight Championship, ma viene eliminato da Kane. Nella puntata di Raw dedicata al Draft 2011, Brodus Clay partecipa alla battle royal SmackDown vs Raw dove però viene eliminato da Mark Henry.
Durante il Ladder Match tra Alberto Del Rio e Christian, al pay-per-view Extreme Rules, interviene a favore del messicano ma, dopo esser stato scaraventato fuori dal ring da Captain Charisma perde molto sangue a causa di una commozione cerebrale (kayfabe).
Dopo tre mesi di assenza a causa delle riprese di No One Lives, Clay ritorna il 4 agosto in una puntata di Superstars, dove sconfigge Pat Silva. Durante le settimane successive, combatte regolarmente a Superstars, sconfiggendo continuamente dei jobber.
Dopo nove vittorie a Superstars, il colosso promosse il suo ritorno per la puntata di Raw del 7 novembre. Tuttavia tale ritorno televisivo è stato posticipato da John Laurinaitis per diverse settimane fino al 9 gennaio 2012, quando Brodus Clay debutta ufficialmente a Raw come un amante del divertimento, e con la gimmick di un ballerino funk. The Funkasaurus (il suo nuovo soprannome) si fa accompagnare dalle due ballerine Cameron e Naomi e, esibendosi in diversi movimenti funk, batte con estrema facilità Curt Hawkins. In seguito, alla Royal Rumble, Clay batte senza troppa difficoltà Drew McIntyre.
Dopo circa un mese e mezzo di assenza, il Funkasaurus ritorna a Raw nella puntata del 12 marzo, mostrando qualche chilo di meno e sconfiggendo Jinder Mahal con la sua nuova manovra finale, denominata Funky Splash. Inizia poi una faida con Jack Swagger e Dolph Ziggler in seguito ad aver salvato Santino Marella dall'attacco dei due assistiti di Vickie Guerrero. Marella e Clay riusciranno anche a battere Swagger e Ziggler. Inizia poi una storyline con Hornswoggle, che si rivela il suo fratellino (Keyfabe). Ad Extreme Rules sconfigge Dolph Ziggler in un match con Hornswoggle al suo angolo. A Over the Limit Brodus Clay batte The Miz.
Nella puntata di Raw del 28 maggio dopo essere entrato nel ring viene attaccato da Big Show, che lo colpisce ripetutamente e neutralizza anche l'intervento di R-Truth e Kofi Kingston. Infine, Big Show colpisce il "Funkasaurus" con la 'W.M.D' mettendolo definitivamente K.O. Il match tecnicamente non è mai iniziato, dunque, Clay non ha perso il match e la sua "winning streak" rimane ancora intatta. Nella stessa notte dal sito della WWE, il medico della federazione ha annunciato che Clay ha subito una commozione cerebrale e diverse costole incrinate, il lottatore è stato sottoposto ad ulteriori esami nella notte.
Torna nella puntata di SmackDown dell'8 giugno dove gli viene comunicato che non combatterà più a Raw, ma solo nel roster blu. Nella stessa serata sconfigge Derrick Bateman. A No Way Out, vince contro David Otunga per Count-out e interviene nel match tra The Big Show e John Cena, favorendo quest'ultimo e quindi facendo finire l'era del People Power.
Nella puntata di Smackdown! del 22 giugno attacca Big Show, ma viene anch'egli attaccato alle spalle da David Otunga, facendo sì che Big Show metta K.O. Brodus con una W.M.D. Il 25 di giugno a Raw subisce la sua prima sconfitta in un match singolo contro il gigante Big Show, che lo colpirà successivamente con un ennesimo W.M.D. mentre lo staff lo aiutava ad andare nel backstage.
Nella puntata speciale SmackDown!: Great American Bash perde una 20-man Over The Top Rope Battle Royal venendo eliminato da Big Show alla fine il vincitore sarà Zack Ryder che diventerà GM per una settimana. Termina poi la sua feud con David Otunga dopo aver eseguito il Funk Splash sull'avvocato dopo che l'avvocato era stato schienato da Santino Marella in un match a coppie.
A Night of Champions, Clay prende parte alla Battle Royal del Pre-Show valida per lo status di primo sfidante allo United States Championship, ma viene eliminato da JTG, Drew McIntyre e dai Prime Time Players. Il giorno dopo, a Raw, batte Heath Slater. Dopo il match, lo United States Champion Antonio Cesaro, che era al tavolo di commento, se ne va guardando male e offendendo Clay, scaturendo una faida fra i due. Combatte contro Cesaro a Raw del 1º ottobre e sconfitto dal campione degli Stati Uniti. Alle Survivor Series, il Team di Brodus Clay batte il Team Tensai.
A inizio 2013, partecipa alla Royal Rumble con il numero 13 e viene eliminato da Chris Jericho, Heath Slater, Cody Rhodes, Sheamus e Darren Young. Nella puntata di Raw del 28 gennaio, ha una sfida di ballo contro Tensai, che avendo sbagliato abito per la sfida (un pizzo trasparente), si lascerà comunque sedurre dal ritmo della musica, quando non sarà interrotto da Ron Simmons che lo lascerà con un semplice... DAMN!. A Main Event, i due stringeranno un'alleanza e inizieranno a fare coppia fissa sia a Raw che a SmackDown. A Elimination Chamber, nel Pre-Show, i due sconfiggono Cody Rhodes e Damien Sandow. A WrestleMania, avrebbero dovuto lottare insieme a Naomi e Cameron contro Cody Rhodes, Damien Sandow, Brie Bella e Nikki Bella, ma il match viene tagliato per motivi di tempo. L'incontro viene quindi disputato la sera successiva in quel di Raw, e viene vinto dai primi.
Nella puntata di SmackDown del 29 novembre i Tons of Funk sconfiggono R-Truth e Xavier Woods. Mentre nella seguente puntata di Raw, vengono sconfitti dal duo ballerino. A SmackDown vince un match uno contro uno contro Xavier Woods, mentre a TLC perde un match contro R-Truth che lo sorprende con un roll-up dopo averlo colpito con un calcio al volto, dato che Brodus, dopo aver dominato il match, si era distratto per una litigata con Tensai e le sue due ballerine. Nella puntata di Raw successiva a TLC, ovvero quella del 16 dicembre affronta, insieme al suo compagno, Ryback e Curtis Axel e, dopo aver rifiutato di dare il tag al compagno Tensai, infierisce su quest'ultimo per poi andarsene. Nella puntata di SmackDown del 20 dicembre Brodus Clay viene battuto da Tensai. Il 17 gennaio a Superstars, perde contro Xavier Woods. Una settimana dopo a SmackDown, perde contro The Miz. Dopo di che torna a combattere ad NXT e nella puntata del 3 aprile sconfigge il suo vecchio rivale, Xavier Woods. Il 17 aprile inizia un Feud con l'NXT Champion Adrian Neville, venendo però sconfitto per count out. Nella puntata del 1º maggio affronta ancora Neville per il titolo NXT in un No Disqualification Match, ma ne esce sconfitto ancora. La settimana dopo compete in una battle royal per decretare il primo sfidante al titolo NXT, ma viene eliminato.
Il 12 giugno 2014 viene licenziato insieme a numerosi altri colleghi.

### Total Nonstop Action (2014–2018)
Il 15 ottobre a Impact, debutta con il nome Tyrus come guardia del corpo di Ethan Carter III e nella stessa sera combatte il suo match di debutto sconfiggendo Shark Boy. Il 30 ottobre 2014 nella puntata di Impact, Insieme a Ethan Carter III, entra nel Tag Team TNA Mondiale Team Championship, sconfiggendo Eric Young e Rockstar Spud. Nei quarti il loro team perde contro gli Hardys. L'8 luglio ad Impact perde contro Bobby Lashley.

### National Wrestling Alliance (2021–2023)
L'11 marzo 2021, la National Wrestling Alliance annunciò sul proprio profilo social che Tyrus avrebbe esordito al ppv Back For The Attack. Il 6 agosto a NWA Powerrr, Tyrus sconfigge The Pope aggiudicandosi l'NWA World Television Championship.
Successivamente sfida senza successo Trevor Murdoch per l'NWA Worlds Heavyweight Championship a NWA 74th Anniversary Show il 28 agosto 2022. Il 24 settembre 2022 a NWA USA, Tyrus rende vacante la cintura NWA World Television Championship ricorrendo alla regola "Lucky 7" per sfidare Murdoch e Matt Cardona in un three-way match per il titolo NWA World Heavyweight a NWA Hard Times 3. All'evento, il 12 novembre, Tyrus schiena Murdoch e vince la cintura, suo primo titolo mondiale in carriera.
L'11 febbraio 2023 a Nuff Said, Tyrus difese con successo la cintura contro Matt Cardona, con l'aiuto di Bully Ray. Il 7 aprile a NWA 312 difese il titolo battendo Chris Adonis. Il 3 giugno durante la prima sera della Crockett Cup, Tyrus lottò in coppia con Adonis come "The Midnight Riders" per partecipare la torneo, sconfiggendo The Warriors from the Wasteland (Judais & Max the Impaler) al secondo round, e The Immortals (Kratos & Odinson) ai quarti prima di essere sconfitti da Knox and Murdoch (Mike Knox & Trevor Murdoch) in semifinale. Il 27 agosto all'NWA 75th Anniversary Show, perde il titolo NWA World nel corso di un Bullrope match in favore di EC3, 
così fu costretto al ritiro. Dopo il match, ringraziò la sua famiglia, la NWA e Billy Corgan; e lo spogliatoio della NWA uscì per abbracciarlo.

## Personaggio

### Mosse finali
- Fall of Humanity (Running crossbody)
- G-Grip (Tongan death grip chokeslam)
- Splat (Running jumping splash)

### Manager
- Cameron
- Naomi

### Soprannomi
- "Fixer"
- "Funkasaurus"
- "Heavy Hitter"
- "Main Event Playa"
- "Man Dinosaur"
- "Mastodon of Mayhem"
- "World's Biggest Suplex Machine"

### Musiche d'ingresso
- Rip It Up di Marc Williams
- Somebody Call My Momma di Jim Johnston
- Ain't No Party di Jim Johnston

## Filmografia

### Attore

#### Cinema
- No One Lives, regia di Ryūhei Kitamura (2012)

## Titoli e riconoscimenti
- National Wrestling Alliance
  - NWA Worlds Heavyweight Championship (1)[10]
  - NWA World Television Championship (1)[11]
- Pro Wrestling Illustrated
  - 75º tra i 500 migliori wrestler singoli nella PWI 500 (2013)

## Doppiatori italiani
Nelle versioni in italiano delle opere in cui ha recitato, Tyrus è stato doppiato da:
- Luca Graziani in No One Lives